# Warsaw (Indiana)
Warsaw – miasto w Stanach Zjednoczonych, w stanie Indiana, ośrodek administracyjny hrabstwa Kosciuszko, nad rzeką Tippecanoe.